# کشتن به‌نام
«کشتن به‌نام» (به انگلیسی: Killing in the Name) ترانه‌ای از گروه رپ متال ریج اگنست د ماشین و یکی از قطعه‌های اولین آلبوم استودیویی آن‌ها به نام طغیان علیه ماشین است. این ترانه به‌عنوان تک‌آهنگ اصلی آن آلبوم در نوامبر ۱۹۹۲ روانهٔ بازار شد. «کشتن به‌نام» در زمان انتشارش در بریتانیا تا ردهٔ ۲۵اُم جدول پرفروش‌ترین تک‌آهنگ‌های آن کشور صعود کرد. «کشتن به‌نام» که متن آن در رابطه با شورش علیه نژادپرستی در نهادهای امنیتی است، به‌عنوان شناسهٔ موسیقایی ریج اگنست ماشین شناخته‌شده‌است. این ترانه همچنین به‌خاطر ریف متمایز گیتار الکتریک و استفادهٔ زیاد از ناسزاگویی در شعر آن شهرت دارد.

## ترانه
زمانی که تیم مورلو (گیتاریست گروه) مشغول آموزش نحوهٔ ایجاد ریف‌های سنگین‌تر با تغییر کوک گیتار به یکی از شاگردانش بود ریف نواخته‌شده در آن لحظه نظرش را جلب کرد. او کلاس را متوقف کرد، آن ریف را ضبط کرد و فردای آن‌روز در جلسهٔ تمرین با بقیهٔ اعضای گروه آن را گسترش دادند و در نهایت با اضافه‌شدن شعر و تنظیم ترانه، «کشتن به‌نام» ساخته شد. «کشتن به‌نام» یکی از ۱۲ ترنه‌ای است که اعضای ریج اگنست د ماشین در آغاز شکل‌گیری گروه و در قالب یک کاست با تهیه‌کنندگی خودشان ضبط کردند. پس از آن‌که اپیک رکوردز با گروه قرارداد امضا کرد، آن‌ها اولین آلبوم رسمی‌شان را که هم‌نام خود گروه بود به‌صورت رسمی منتشر کردند و «کشتن به‌نام» تبدیل به محبوب‌ترین ترانهٔ آن آلبوم شد.
آغاز شعر «کشتن به‌نام» ۲ سطر اعتراض‌آمیز است که ۳ بار تکرار می‌شود و به بر سر کار بودن نژادپرست‌ها در نهادهای امنیتی اشاره می‌کند. در این بخش با اشاره به بعضی افراد که در مسند کارهای مختلف هستند از آن‌ها به‌عنوان همان کسانی یاد می‌شود که صلیب آتش می‌زنند، که اشاره‌ای است به مراسم صلیب‌سوزان کوکلاکس کلانها. بخش دوم شعر ترانه شامل جملهٔ تکرارشوندهٔ (۱۲ مرتبه) «و حالا چیزی رو که بهت گفتن انجام می‌دی، تو حالا تحت کنترل هستی» است و در قسمت اوج و پایانی ترانه، زک د لا روچا با فریاد جمله‌های «لعنت به تو، من نمی‌خوام کاری که تو گفتی رو انجام بدم… مادربه‌خطا» را تکرار می‌کند. این اشعار اشاره به ادعایی دارد که علیه نیروی پلیس آمریکا مطرح شده‌است مبنی بر این‌که تعدادی از آن‌ها جزو کوکلاکس کلان‌ها هستند.

## ویدئو
ویدئوی «کشتن به‌نام» توسط یکی از شاگردان تیم مورلو به نام پیتر گیدیون تهیه و کارگردانی شده‌است. این ویدئو شامل تصاویری است که گیدیون از ۲ اجرای مختلف ترانه در ویسکی ا گو گو و یک کلوپ گمنام دیگر در لس‌آنجلس ضبط کرده‌است. ویدئوی «کشتن به‌نام» با توجه به محتوای رُک و بی‌پرده‌اش در آمریکا زیاد از شبکه‌های موسیقی پخش نشد اما تعدد دفعات پخش آن در شبکه‌های موسیقی اروپایی باعث محبوبیت ریج اگنست د ماشین در خارج از خاستگاه‌شان شد. در سال ۱۹۹۷ نسخهٔ سانسورنشدهٔ این ویدئو در اولین آلبوم ویدئویی گروه که هم‌نام گروه بود به‌همراه ۱۰ ویدئوی دیگر ریج اگنست د ماشین در آمریکا منتشر شد.

## طرح جلد
بر روی جلد آلبوم عکسی از مالکوم بروان دیده می‌شود که در سال ۱۹۶۴ به خاطر آن جایزهٔ پولیتزر دریافت کرده‌است. این عکس که در سال ۱۹۶۳ و در سایگون برداشته شده‌است تصویر تچ کوانگ دوک راهبهٔ بودایی را نشان می‌دهد که در اعتراض به کشتار بودائیان توسط حکومت تحت سلطهٔ نگو دین دیم، در یکی از خیابان‌های پر رفت‌وآمد شهر خود را به آتش کشید. در نسخهٔ استرالیایی آلبوم تایپوگرافی «Killing in the Name» به‌عنوان طرح روی جلد استفاده شده و صورت راهبهٔ در حال سوختن در یک کادر کوچک در گوشهٔ پایینی جلد لی‌آوت شده‌است.

## رتبهٔ تک‌آهنگ در جدول فروش کشورهای مختلف
| جدول فروش                   | سال انتشار | بالاترین جایگاه |
| --------------------------- | ---------- | --------------- |
| بریتانیا                    | ۱۹۹۲       | ۲۵              |
| ایرلند                      | ۲۰۰۹       | ۲               |
| اسکاتلند                    | ۲۰۰۹       | ۲               |
| بریتانیا                    | ۲۰۰۹       | ۱               |
| جدول ۱۰۰ ترانهٔ پرفروش اروپا | ۲۰۰۹       | ۴               |

«کشتن به‌نام» به‌عنوان ۳۶اُمین ترانهٔ پُرفروش بریتانیا در دههٔ ۲۰۰۰ میلادی شناخته شده‌است و در جدول آثاری که بیشترین تعداد دانلود (همهٔ دوران) را در بریتانیا داشته‌اند جایگاه ۱۳اُم را به‌خود اختصاص داده‌است.

## اعضای مشارکت‌کننده
- زک د لا روچا: خواننده
- تیم مورلو: گیتار الکتریک
- تیم کامرفورد: گیتار باس
- برد ویلک: درامز